# Коттон, Бартоломью
Бартоломью Коттон или Варфоломей де Коттон, он же Варфоломей из Нориджа (англ. Bartholomew Cotton, лат. Bartholomæi de Cotton или Bartholomaeus Norwicensis, ум. в 1321 или 1322) — английский хронист, монах-бенедиктинец приората Святого Леонарда в Норидже, автор «Истории Англии» (лат. Historia Anglicana).

## Биография
О жизни Бартоломью (Варфоломея) Коттона почти ничего неизвестно. Вероятно, он был уроженцем деревни Коттон в Суффолке (совр. район Мид-Суффолк). Не позже 1282/1283 года он принял постриг в бенедиктинском аббатстве Святого Леонарда в Норидже (Норфолк), где и прожил вплоть до своей смерти в 1321 или 1322 году.

## Сочинения
Основным историческим трудом Бартоломью Коттона является трёхтомная «История Англии» (лат. Historia Anglicana), написанная на латыни в 1292—1298 годах, излагающая исторические события с сотворения мира до 1290 года.
Первая книга истории Коттона по своему содержанию неоригинальна и представляет собой почти дословный пересказ «Истории бриттов» Гальфрида Монмутского.
Вторая книга, излагающая историю Англии с 449 по 1298 год, состоит из трех частей. Первая, продолжающаяся до нормандского завоевания, основана на «Истории англов» Генриха Хантингдонского. Вторая, включающая события с 1066 по 1291 год, является пересказом хроники монаха-бенедиктинца из аббатства Бери-Сент-Эдмундс (Суффолк) Джона из Такстера, а также анонимной местной «Норвичской хроники», сохранившейся в рукописи из соборной библиотеки Нориджа. Из последней Коттон позаимствовал ряд сообщений, не встречающихся у других летописцев, в частности, о кровавых столкновениях моряков Ярмута со своими конкурентами из Союза пяти портов Кента и Суссекса (1289—1290). Среди других источников этой части хроники можно назвать сочинения Радульфа де Дисето, Роджера Ховеденского, Роджера Вендоверского и Матвея Парижского. И лишь третья часть, излагающая историю с 1291 по 1298 год, содержит оригинальные сведения, представляющие ценность для исследователей. По мнению британского историка-медиевиста Антонии Грансден, для составления неё хронист использовал документы архива приората Св. Леонарда, а также архивов епископа и шерифа Нориджа.
Третья книга сочинения Коттона представляет собой отдельную работу, озаглавленную «Архиепископы и епископы Англии» (лат. De Archiepiscopis et Episcopis Angliae), которая, хотя и является по своей сути сокращением и продолжением «Деяний понтификов» (лат. De Gestis Pontificum) Уильяма Мальмсберийского, содержит немало авторских дополнений.
Другой известной работой Бартоломью Коттона является глоссарий Optimæ Compilationes de libro Britonis secundum ordinem alphabeti, рукопись которого хранится в библиотеке колледжа Корпус-Кристи в Кембридж.

## Рукописи и издания
Основная рукопись «Истории Англии» Коттона, относящаяся к началу XIV века и содержащая колофон с молитвой за душу автора, хранится в Коттоновском собрании Британской библиотеки под шифром Nero MS Cv, и является вторичной.
Комментированное научное издание первых двух книг сочинения Коттона (по рукописи BL, Royal MS 14.C.i) выпущено в 1859 году в Лондоне под редакцией историка-медиевиста Генри Ричардса Луарда в академической Rolls Series.
По утверждению известного историка английской литературы Томаса Уортона, в своё время в библиотеке Ламбетского дворца архиепископов Кентерберийских в Лондоне хранилась ещё одна рукопись «Истории» Коттона с продолжением до 1445 года, но позже она была утеряна.

## Публикации
- Bartholomaei de Cotton, monachi Norwicensis Historia Anglicana (A.D. 449—1298): necnon ejusdem liber de archiepiscopis et episcopis Angliae. Edited by Henry Richards Luard. — London: Longman & Co, 1859. — ixxvii, 493, 11 p. — (Rerum Britannicarum mediaevi scriptores).